# Filipov (Česká Kamenice)
Filipov je malá vesnice a část města Česká Kamenice v okrese Děčín. Nachází se asi dva kilometry severozápadně od České Kamenice. Filipov (Česká Kamenice) leží v katastrálních územích Česká Kamenice o výměře 5,62 km² a Dolní Kamenice o výměře 5,08 km².

## Historie
První písemná zmínka o obci pochází z roku 1787. Podle dalších zdrojů ji založil v letech 1733 až 1736 hrabě Filip Josef Kinský a již v roce 1747 zde stál mlýn, jehož majitelem byl místní rychtář Siegmund Eschler.
Mlýn stával u dnešního mostu přes potok a vedlo k němu krásně upravené koryto mlýnského náhonu z pískovcových kvádrů. Vyhořel po druhé světové válce. Ve skále jsou patrné pozůstatky sklepních prostor. Směrem na Pekelský Důl býval upravený splav využívaný také jako koupaliště, a dále proti proudu mlýnské nádrže. Po posledních povodních je již dlouhou dobu neudržovaný splav úplně protržen a zničen a připomíná ho jen průsek v pískovcové skále. Kolem splavu a vlevo do stráně také dříve vedla původní přístupová cesta do Filipova, dlážděná pískovcovými a čedičovými kameny a využívána koňskými povozy a pěšími.
Ve vesnici stojí budova bývalé školy, založené nejpozději počátkem 19. století. Od konce druhé světové války slouží k rodinnému bydlení (čp. 61). V osadě se dochovalo několik lidových roubených domů lužického typu. Nevyužité nebo vybydlené budovy, používané po osídlení Sudet také pro ustájení dobytka, byly kdysi vojenskou technikou strženy na obranu proti „zločinným živlům“. V terénu jsou patrná místa, kde některá obydlí stávala. Filipov také kdysi míval svou hospodu. Bylo to rozlehlé stavení s tanečním sálem a venkovní terasou. Na jejím místě dnes stojí upravené rekreační stavení (bez čísla popisného).
Přístřeší připomínající autobusovou zastávku mělo svůj účel jako shromaždiště při čekání na pojízdnou prodejnu. Vedle něj dávno předtím býval pomník vystavěný v roce 1925 na památku filipovským obyvatelům, kteří padli v první světové válce. Během 2. světové války byl pomník zničen a dlouho po něm zůstaly jen napůl rozpadlé betonové schody ve stráni. V červnu roku 2025 byl díky štědrosti dárců a příspěvku města Česká Kamenice u příležitosti výročí 100 let svého vzniku ve své původní podobě znovu obnoven. 
Ve Filipově jsou na několika místech dochovaná boží muka, drobné sakrální památky dříve běžné podél cest. Většinou jsou citlivě zakomponována do zahrad v soukromém vlastnictví. Při pěšině směrem od potoka nahoru k asfaltové silnici se dochovala studánka s pitnou vodou udržovaná místními obyvateli.

## Přírodní poměry
Filipov leží v chráněné krajinné oblasti Labské pískovce na slepé silnici vedoucí do Svinských dolů, což jsou pro krajinu typické pískovcové rokle se smíšenými lesy a několika prameništi, v letním období nevýraznými. Rozkládá se v členité krajině od údolí Bílého potoka neboli také Bystřičky výše po stráních směrem na severozápad.
Dříve byla zdejší půda využívána jako orná a pěstovala se tu kukuřice, obilí a brambory, v současnosti je všechna půda využívána pouze jako pastviny, případně jako louky pro senoseč. Roste tu bledule jarní, prstnatec májový, měsíčnice vytrvalá, lilie zlatohlavá aj. S ohledem na výskyt chráněného chřástala polního jsou na některých loukách časově posunuté seče pro možnost jejich zahnízdění. Vyskytuje se zde běžná zvěř: prase divoké, kamzík, liška, jezevec, zmije obecná. V okolí hnízdí luňák červený a další dravci. Od r. 2019 jsou v okolí vesnice pozorováni vlci, většinou v malých smečkách.

## Obyvatelstvo
Při sčítání lidu v roce 1921 ve vsi žilo 247 obyvatel (z toho 121 mužů), z nichž byli dva Čechoslováci, 242 Němců a tři cizinci. Všichni se hlásili k římskokatolické církvi. Podle sčítání lidu z roku 1930 měla vesnice 279 obyvatel: jednoho Čechoslováků a 278 Němců. Kromě čtyř evangelíků a tří lidí bez vyznání se ostatní hlásili k římskokatolické církvi.
|                                                                         | 1869 | 1880 | 1890 | 1900 | 1910 | 1921 | 1930 | 1950 | 1961 | 1970 | 1980 | 1991 | 2001 | 2011 |
| ----------------------------------------------------------------------- | ---- | ---- | ---- | ---- | ---- | ---- | ---- | ---- | ---- | ---- | ---- | ---- | ---- | ---- |
| Obyvatelé                                                               | 289  | 277  | 276  | 271  | 263  | 247  | 279  | 94   | 67   | 77   | 80   | 38   | 41   | 47   |
| Domy                                                                    | 56   | 56   | 59   | 59   | 59   | 60   | 60   | 51   | .    | 22   | 20   | 30   | 31   | 33   |
| Počet domů z roku 1961 je zahrnut v domech místní části Česká Kamenice. |      |      |      |      |      |      |      |      |      |      |      |      |      |      |

## Hospodářství a doprava
Z podnikání převažuje zemědělská výroba (chov dobytka na pastvinách), své sídlo tu má Ateliér – Knihařství Valentovi. Školství, zdravotnictví, obchody a restaurace ve Filipově nejsou. Kanalizace zde vybudována není, veřejný vodovod ano.
Do místní části Filipov nezajíždí žádný hromadný dopravní prostředek. Nejbližší autobusové a vlakové zastávky jsou v České Kamenici vzdálené asi 2,5 kilometru. Vesnicí prochází modrá turistická stezka vedoucí z České Kamenice přes Srbskou Kamenici a Vysokou Lípu na Mezní Louku. Od roku 2013 je s možností přímého napojení na žlutou turistickou stezku vedoucí kolem Strážiště na Růžovský vrch a dále.

## Pamětihodnosti
- Venkovské usedlosti čp. 26, 27 a 42
- Na západním okraji vesnice se nachází vrch Maják s přírodní rezervací Maiberg.